# Papiro 9
O Papiro 9  ({\displaystyle {\mathfrak {P}}}9) é um antigo papiro do Novo Testamento que contém o quarto capítulo da Primeira Epístola de João.